# Alosa chrysochloris
Alosa chrysochloris es una especie de pez de la familia Clupeidae en el orden de los Clupeiformes.

## Morfología
Los machos pueden alcanzar 50 cm de largo total y 1.700 g de peso.

## Alimentación
Los adultos comen pececillos y los inmaduros insectos.

## Distribución geográfica
Se encuentra en el  Atlántico occidental central: Golfo de México (desde Corpus Christi en Texas hasta Pensacola en Florida). También está presente en los ríos  Misisipi y  Ohio.

## Longevidad
Puede vivir hasta los 4 años.